# 「篤姫」オリジナルサウンドトラック
『「篤姫」オリジナルサウンドトラック』は、NHK大河ドラマ『篤姫』の中で使われた曲が収録されたアルバム。2008年2月20日にポニーキャニオンより発売された。日本以外に放映が行われた韓国や台湾では、それぞれの楽曲タイトルが現地語に改題されてCDリリースされた。

## 概要
収録曲は吉俣良が作曲。
発売より2008年10月末現在までの総売上枚数が5万枚超と好調で、NHK大河ドラマのオリジナルサウンドトラックとしては異例のセールスを記録し続けている。
メインテーマは弦一徹オーケストラのストリングスの音を前面に出したゆったりした曲だが、劇中の曲は激しいメロディーのものも多い。また、作曲者がロックミュージシャンかつ音楽プロデューサーであることもあり、電子楽器（打ち込み）や楽曲によってはフラメンコギターの音を前面に出したもの（「正鵠」）も収録されている。

## 収録曲
1. 篤姫 (メインテーマ)
作品を象徴する印象的な楽曲だが、提供当初は難色を示され、再度検討した後に採用されたとの事（本人談より）。
2. 吉左右
3. 篤と
4. つつぐれのとき
5. 火の穂
6. そでのしぐれ
7. ふとか山
8. 良し
奄美をイメージして作ったという。2008年7月4日の『スタジオパークからこんにちは』でタイトル名は吉俣の祖母の名前ヨシから採ったとのことの弁があった。
9. 蕊
10. 嫋嫋
11. 戦ぐ花
12. 於一咲む (おかつえむ)
本人の予想では、この曲は決して採用されないとみていたようだ（本人談より）。
13. 御侠
14. みふゆつく
15. 素意
16. 遮蔽
17. 玉響
18. 正鵠 (せいこく)
千代正行の印象的なフラメンコギターのソロが全面に押し出すメロディーではじまる、当初はレコーディング記念のつもりだったが、結果は第1話で篤姫初登場シーンにおいて華々しく使われた（本人談より）。
19. 瑞雲
20. ひたあを
21. 雲の路
22. 一葉知秋
23. 水の葉
24. 里の緒
25. 驀地 (まっしぐら)
この曲もレコーディング記念のつもりだったようだが、「正鵠」と共に篤姫の劇中曲を象徴する楽曲となった（本人談より）。
26. すずしろのはな
篤姫紀行の中で流れるピアノと弦一徹のストリングスの音を前面に出した曲。2008年7月4日の『スタジオパークからこんにちは』の中で最初に作られた曲であることが公表された。